# Aripert
Pour les articles homonymes, voir Aribert (homonymie).
Aripert ou Aripert Ier (aussi appelé Aribert) est roi des Lombards d'Italie de 653 à 661.

## Biographie
Aripert est le fils de Gundoald, duc d'Asti, et le neveu de la reine Théodelinde, épouse du roi Agilulf (590-616). Lié à la famille ducale bavaroise, il est le premier roi lombard de religion chalcédonienne à une époque où de nombreux Lombards sont encore ariens ou païens. Il monte sur le trône lombard en 653 après l'assassinat du jeune roi Rodoald, tué par un mari jaloux. Il s'efforce de développer le catholicisme dans les duchés lombards et fonde le sanctuaire du Sauveur à Pavie, capitale lombarde.
Il meurt après un règne plutôt pacifique de huit ans, laissant derrière lui un royaume dans un état de paix. Avant de mourir, Aripert avait demandé à la noblesse d'élire conjointement ses deux fils, Perthari et Godepert, encore adolescents, ce qu'elle fait à sa mort en 661. Il est enterré à Pavie dans la basilique de Santissimo Salvatore.

## Sources
- Paul Diacre, Histoire des Lombards, Livres IV-VI.
- Gianluigi Barni, La conquête de l'Italie par les Lombards -VIe siècle- Les Événements. Le Mémorial des Siècles. Éditions Albin Michel, Paris (1975)  (ISBN 2226000712).